# 16682 Донаті
16682 Донаті  (16682 Donati) — астероїд головного поясу, відкритий 18 березня 1994 року.
Тіссеранів параметр щодо Юпітера — 3,630.